# Revolution (2023)
O Revolution (2023) foi um evento de wrestling profissional transmitido em formato pay-per-view (PPV) produzido pela All Elite Wrestling (AEW). Aconteceu em 5 de março de 2023, no Chase Center em San Francisco, Califórnia, marcando o primeiro PPV da AEW a ser realizado na Califórnia. Esse foi o quarto evento na cronologia do Revolution.
Nove lutas foram disputadas no evento, incluindo uma no pré-show Zero Hour. No evento principal, MJF derrotou Bryan Danielson por 4–3 na prorrogação de morte súbita de uma luta Iron Man de 60 minutos para reter o AEW World Championship. Em outras lutas importantes, The House of Black (Malakai Black, Brody King e Buddy Matthews) derrotaram The Elite (Kenny Omega, Matt Jackson e Nick Jackson) para vencerem o AEW World Trios Championship, "Hangman" Adam Page derrotou Jon Moxley por submissão em uma Texas Death Match, e na luta de abertura, Ricky Starks derrotou Chris Jericho.

## Produção

### Conceito
Revolution é um pay-per-view (PPV) realizado anualmente no final de fevereiro e início de março pela All Elite Wrestling (AEW) desde 2020. É um dos "Big Four" PPVs da AEW, que também inclui Double or Nothing, All Out, e Full Gear, seus quatro maiores shows produzidos trimestralmente. Durante o scrum de mídia pós-evento do Full Gear em 20 de novembro de 2022, a AEW anunciou que o quarto evento Revolution aconteceria em 5 de março de 2023, no Chase Center em São Francisco, Califórnia. Os ingressos foram colocados à venda em 9 de dezembro de 2022. Como parte da semana que antecedeu o evento, tanto o Wednesday Night Dynamite quanto o Friday Night Rampage serão transmitidos ao vivo do vizinho Cow Palace em 1 e 3 de março, respectivamente. Além do PPV, a AEW fez parceria com a Joe Hand Promotions para transmitir o Revolution em alguns cinemas, bares e restaurantes na América do Norte.

### Rivalidades
O Revolution apresentou lutas de wrestling profissional que envolveram diferentes lutadores de rivalidades e histórias preexistentes. Os lutadores retrataram heróis, vilões ou personagens menos distinguíveis em eventos que geraram tensão e culminaram em uma luta ou uma série de lutas. As histórias foram produzidas nos programas de televisão semanais da AEW, Wednesday Night Dynamite e Friday Night Rampage, nos programas de streaming online suplementares, Dark e Elevation, e na série do YouTube dos Young Bucks, Being The Elite.
No Full Gear, MJF derrotou Jon Moxley para vencer o AEW World Championship com a ajuda de William Regal, o líder do Blackpool Combat Club, que traiu Moxley. Duas semanas depois, MJF enganou Regal e atacou seu pescoço gravemente lesionando-o com o soco inglês de Regal. Isso atraiu a ira de Bryan Danielson, outro membro do BCC e um dos protegidos de Regal. Mais tarde, MJF afirmou que se Bryan quisesse uma luta pelo título contra ele no Revolution, ele teria que vencer todas as suas lutas individuais em um período de um mês, o que Bryan concordou com a condição de que a luta no PPV fosse uma Iron Man de 60 minutos. Danielson derrotou Konosuke Takeshita, Bandido, Brian Cage e Timothy Thatcher, antes de derrotar Rush no episódio de 8 de fevereiro do "Dynamite" para oficializar a luta pelo AEW World Championship no Revolution.
No especial Dynamite: Championship Fight Night, The Gunns (Austin Gunn e Colten Gunn) derrotaram The Acclaimed (Anthony Bowens e Max Caster) para vencerem o AEW World Tag Team Championship. Na semana seguinte, uma luta Three-way de duplas pelo título foi agendada para o Revolution com The Gunns e os vencedores da Revolution Tag Team Battle Royal e da Casino Tag Team Royale, mas a luta foi alterada para uma luta Four-way de duplas após The Acclaimed invocar sua cláusula de revanche. No episódio de 22 de fevereiro do Dynamite, Jay Lethal e Jeff Jarrett venceram a Revolution Tag Team Battle Royal para serem adicionados à luta, enquanto no episódio seguinte, Orange Cassidy e Danhausen venceram a Tag Team Casino Battle Royale para garantir a última vaga.
No Full Gear, Samoa Joe derrotou Wardlow e Powerhouse Hobbs em uma luta three-way para vencer o AEW TNT Championship. Em 28 de dezembro, no especial New Year's Smash do Dynamite, Joe manteve seu título contra Wardlow. Em 1º de fevereiro, Wardlow voltou e atacou Joe, depois que ele recuperou o TNT Championship contra Darby Allin em uma luta No Holds Barred. Duas semanas depois, uma revanche entre Joe e Wardlow pelo título foi agendada para o Revolution.

## Evento
| Função               | Nome                            |
| -------------------- | ------------------------------- |
| Comentaristas        | Jim Ross (PPV)                  |
| Comentaristas        | Excalibur (Pre-show + PPV)      |
| Comentaristas        | Tony Schiavone (Pre-show + PPV) |
| Comentaristas        | Taz (Pre-show + PPV)            |
| Anunciador de ringue | Justin Roberts                  |
| Árbitros             | Aubrey Edwards                  |
| Árbitros             | Bryce Remsburg                  |
| Árbitros             | Paul Turner                     |
| Árbitros             | Rick Knox                       |
| Árbitros             | Stephon Smith                   |

### Zero Hour
No pré-show de Zero Hour, Mark Briscoe e The Lucha Brothers (Penta El Zero Miedo e Rey Fenix) (acompanhados por Alex Abrahantes) enfrentaram Ari Daivari e The Varsity Athletes (Josh Woods e Tony Nese) (acompanhados por "Smart" Mark Sterling ). Mark aplicou um Froggy Bow em Daivari para vencer a luta. Após a luta, Abrahantes atacou Sterling.

### Lutas preliminares
A luta de abertura foi uma partida entre Chris Jericho e Ricky Starks. Nos momentos finais, Jericho acertou um taco de beisebol em Starks e estava buscando um Judas Effect, mas Starks reverteu em um Roshambo para a vitória.
A luta seguinte foi uma Final Burial disputada entre "Jungle Boy" Jack Perry e Christian Cage, em que a única forma de vencer era colocar o adversário dentro do caixão e fechar a tampa. Perry venceu após aplicar dois con-chair-tos. Ele então jogou Cage no caixão e fechou a tampa.
Em seguida, The Elite (Kenny Omega, Matt Jackson e Nick Jackson) defenderam o AEW World Trios Championship contra The House of Black (Malakai Black, Brody King e Buddy Matthews). No final, a The Elite acertou o BTE Trigger, mas Buddy Matthews fez a defesa. Enquanto Matt Jackson se preparava para o Meltzer Driver, Brody King acertou um Dante's Inferno e Malakai Black fez o pin para vencer a luta e os títulos. 
Na luta seguinte, Jamie Hayter (com a Dr. Britt Baker, DMD) defendeu o AEW Women's World Championship contra Ruby Soho e Saraya (com Toni Storm). Saraya executou um leg lace chickenwing em Ruby, mas Hayter então acertou um lariat em Saraya. Ruby então aplicou um Destination Unknown em Saraya. Hayter então aplicou um majistral cradle em Ruby para a contagem de três. Após a luta, Ruby acertou um Disaster Kick e um Destination Unknown em Hayter e Britt e pintou as duas com spray, alinhando-se assim com Storm e Saraya; e também tornando-se uma heel pela primeira vez em sua carreira na AEW.

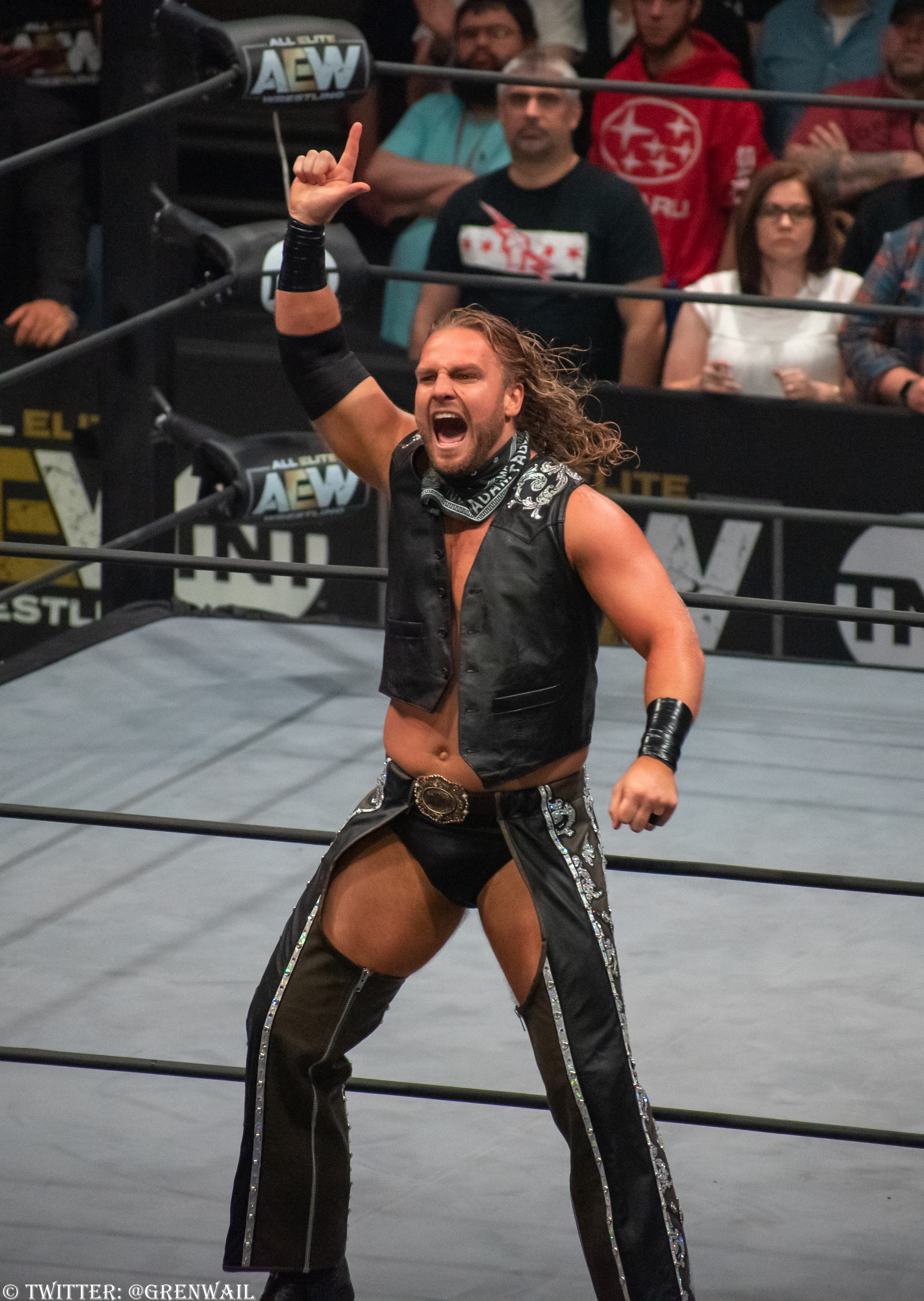
"Hangman" Adam Page derrotou Jon Molxey em uma Texas Death Match que foi aclamada pela crítica.

A próxima luta foi um Texas Death Match disputado entre Jon Moxley e "Hangman" Adam Page. Nos momentos iniciais, Moxley e Page enrolaram arames farpados em volta do rosto um do outro, causando derramamento de sangue nos dois homens. Page então atingiu o arame farpado em Moxley. Moxley então acertou Page com um garfo na cabeça. Quando Moxley foi agarrar Page no ringue, Page aplicou um clothesline. Page então acertou o Dead Eye em uma cadeira com arame farpado. Enquanto Page buscava um Buckshot Lariat, Moxley o rebateu em um Death Rider. Moxley então pisoteou Page em uma pilha de tijolos. Moxley agarrou uma corrente, mas Page agarrou uma ponta da corrente e acertou um lariat. Page então atingiu o Buckshot Lariat, mas a corrente ainda estava enrolada no pescoço de Moxley. Page puxou a corrente com força, forçando Moxley a se submeter.
Em seguida, Samoa Joe defendeu o TNT Championship contra Wardlow. No final, enquanto Joe buscava um Muscle Buster, Wardlow o rebateu em um powerbomb. Enquanto Wardlow buscava outro powerbomb (como no Powerbomb Symphony), Joe enrolou Wardlow para uma contagem de dois e imediatamente aplicou um lariat. Enquanto Joe buscava um powerbomb, Wardlow deu uma cabeçada nele e desferiu um mata-leão, forçando Joe a desmaiar e consequentemente conquistando o TNT Championship pela segunda vez em sua carreira.
Na penúltima luta, os The Gunns (Austin Gunn e Colten Gunn) defenderam o AEW World Tag Team Championship contra The Acclaimed (com Billy Gunn), Jeff Jarrett e Jay Lethal (com Sonjay Dutt e Satnam Singh) e Orange Cassidy e Danhausen. No final, Max Caster acertou o Mic Drop em Austin Gunn, mas Colten Gunn quebrou a imobilização. Jay Lethal então pegou um Globo de Ouro e o acertou em Caster. Os Gunns então aplicaram um 310 to Yuma em Danhausen para vener a luta e manterem os títulos. Após a luta, o FTR (Cash Wheeler e Dax Harwood) fizeram seu tão esperado retorno atacando os Gunns com um Big Rig.

### Evento principal

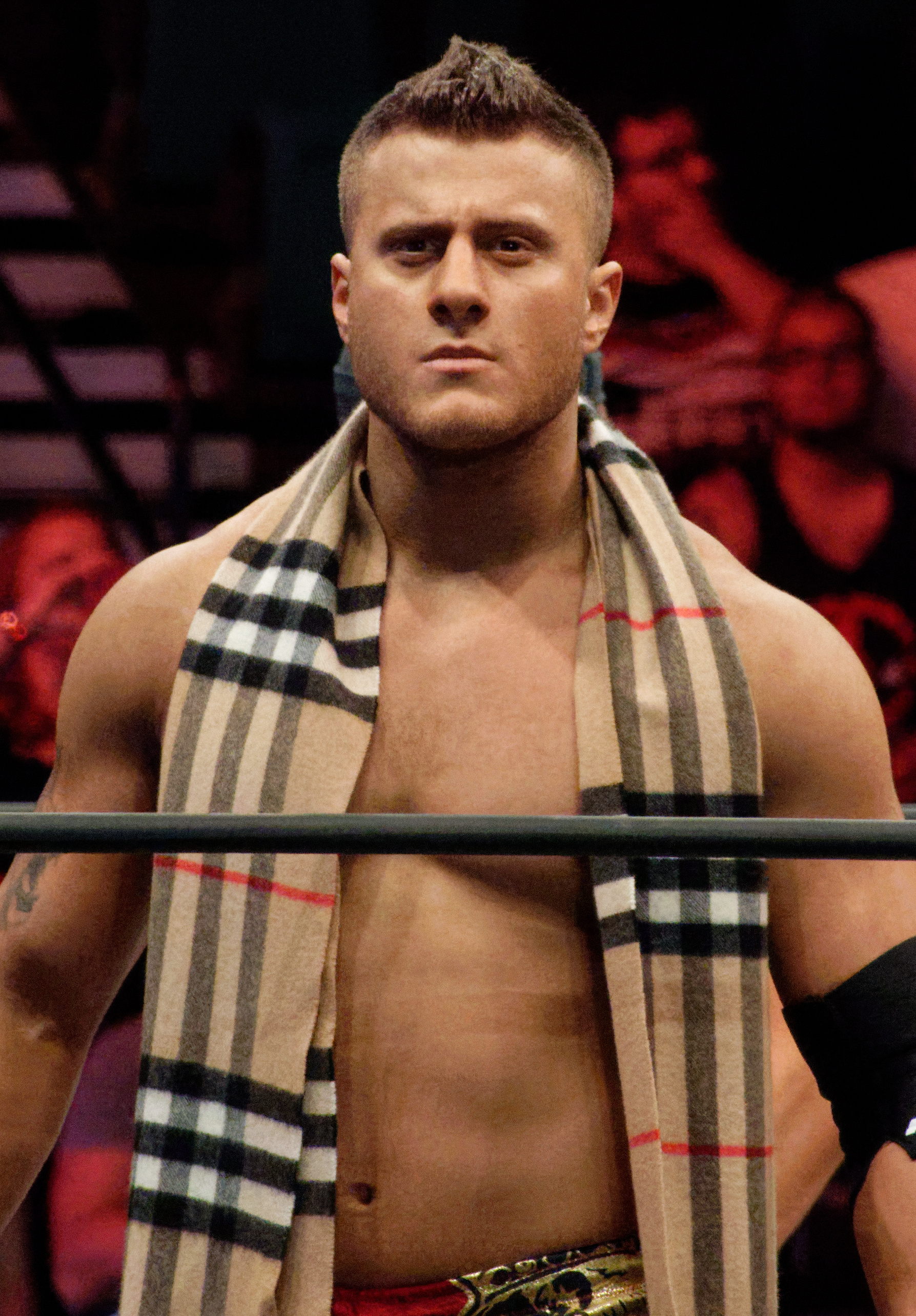
MJF derrotou Bryan Danielson por morte súbita em uma luta Iron Man de 60 minutos para manter o AEW World Championship.

No evento principal, MJF defendeu o AEW World Championship contra Bryan Danielson em uma luta Iron Man de 60 minutos. Nos estágios iniciais, os dois homens aplicaram lariats simultâneos um ao outro. MJF então aplicou um elevated hammerlock DDT em Danielson. Danielson então aplicou um sunset flip powerbomb. Danielson então começou a a atacar MJF com os Yes! Kicks e running dropkicks no corner. Danielson então desferiu o Busaiku Knee para vencer a primeira queda (MJF 0 vs. Danielson 1). Imediatamente após MJF acertou um golpe baixo e foi desclassificado, dando a Danielson mais uma queda (MJF 0 x Danielson 2). MJF então imobilizou Danielson duas vezes, pois ainda sentia os efeitos do golpe baixo, para marcar duas quedas (MJF 2 vs. Danielson 2). Danielson então envolveu o joelho de MJF ao redor do poste de aço. Enquanto Danielson buscava um superplex, MJF mandou Danielson para o lado de fora no chão. MJF então aplicou um tombstone piledriver nos restos da mesa do cronometrista. Danielson então começou a sangrar. MJF então arrastou Danielson para o ringue e aplicou outro piledriver para vencer outra queda (MJF 3 vs. Danielson 2). Como MJF estava tentando jogar Danielson para o poste do ringue, Danielson bloqueou e, em vez disso, o jogou para o poste do ringue. Danielson então desferiu um spider superplex, um diving headbutt, outro Busaiku Knee e um Regal Stretch, forçando MJF a desistir (MJF 3 vs. Danielson 3). Danielson então aplicou um LeBell Lock, mas o cronômetro zerou. A luta então foi para a prorrogação de morte súbita. MJF então acertou um golpe baixo em Danielson novamente, mas Danielson conseguiu o kick out. Danielson então aplicou um single-leg Boston Crab, mas MJF alcançou as cordas e rolou para fora. Sem o conhecimento do árbitro, MJF atingiu Danielson com um tanque de oxigênio e aplicou um LeBell Lock, forçando Danielson a desistir (MJF 4 vs. Danielson 3).

## Recepção
O Revolution foi aclamado pela crítica, especialmente pelas lutas Texas Death e Iron Man. Bryan Rose do Wrestling Observer Newsletter chamou o evento de "um dos melhores shows do ano". Ele elogiou o evento principal, que chamou de "uma das melhores lutas Iron man de 60 minutos da história moderna" e uma "aula magistral" em narrativa. Rose também elogiou a "tremendo" Texas Deathmatch entre Jon Moxley e Adam Page, que foi uma "guerra clássica e sangrenta". Em outra parte do card, The Elite vs. The House of Black foi "muito divertido", e Chris Jericho vs. Ricky Starks foi uma "abertura sólida".
Escrevendo para a Sports Illustrated, Bryan Alvarez escreveu que o evento "excedeu as expectativas", desafiando uma construção "nada assombrosa". Ele opinou que o evento principal foi "certamente a maior luta do Iron Man da história do wrestling", a Texas Deathmatch foi "absurdamente sangrenta e violenta" e a luta de trios foi "excelente", com o resto do show variando de "bom a ótimo".
Dave Meltzer classificou a luta pelo AEW World Championship com 5,75 estrelas, tornando-a a luta individual com maior classificação na AEW, bem como a luta Iron Man com maior classificação de todos os tempos. A Texas Deathmatch recebeu 5 estrelas, Ricky Starks vs. Chris Jericho e a Final Burial receberam 4 estrelas cada, a luta pelo AEW World Trios Championship recebeu 4,75 estrelas, a luta pelo AEW World Tag Team Championship recebeu 3,25 estrelas, a luta pelo AEW Women's World Championship obteve 3 estrelas e a luta pelo TNT Championship foi a luta com classificação mais baixa, recebendo apenas 2,25 estrelas.

## Resultados
| Nº                                          | Resultados | Estipulações                                                           | Tempo   |
| ------------------------------------------- | --- | ---------------------------------------------------------------------- | ------- |
| Pré- show                                   | Mark Briscoe e The Lucha Brothers (Penta El Zero Miedo e Rey Fenix) (com Alex Abrahantes) derrotaram Ari Daivari e The Varsity Athletes (Josh Woods e Tony Nese) (com "Smart" Mark Sterling)                | Luta de trios                                                          | 12:50   |
| 1                                           | Ricky Starks derrotou Chris Jericho | Luta individual The Jericho Appreciation Society foi banida do ringue. | 13:35   |
| 2                                           | "Jungle Boy" Jack Perry derrotou Christian Cage | Luta No Holds Barred                                                   | 14:50   |
| 3                                           | The House of Black (Malakai Black, Brody King e Buddy Matthews) derrotaram The Elite (Kenny Omega, Nick Jackson e Matt Jackson) (c)                                                                         | Luta de trios pelo AEW World Trios Championship                        | 18:00   |
| 4                                           | Jamie Hayter (c) (com Dr. Britt Baker, D.M.D.) derrotou Saraya (com Toni Storm) e Ruby Soho | Luta three way pelo AEW Women's World Championship                     | 10:00   |
| 5                                           | "Hangman" Adam Page derrotou Jon Moxley | Texas Death Match                                                      | 24:45   |
| 6                                           | Wardlow derrotou Samoa Joe (c) | Luta individual pelo AEW TNT Championship                              | 10:40   |
| 7                                           | The Gunns (Austin Gunn e Colten Gunn) (c) derrotaram The Acclaimed (Anthony Bowens e Max Caster) (com Billy Gunn), Jay Lethal e Jeff Jarrett (com Sonjay Dutt e Satnam Singh), e Orange Cassidy e Danhausen | Luta four-way de duplas pelo AEW World Tag Team Championship           | 13:35   |
| 8                                           | MJF (c) derrotou Bryan Danielson por 4–3 na prorrogação por morte súbita | Luta Iron Man de 60 Minutos pelo AEW World Championship                | 1:05:20 |
| (c) – Refere-se aos campeões antes da luta. | |                                                                        |         |

### Luta Iron man
| Pontuação | Vencedor do ponto | Decisão          | Notas                                                            | Tempo   |
| --------- | ----------------- | ---------------- | ---------------------------------------------------------------- | ------- |
| 0–1       | Bryan Danielson   | Pinfall          | Danielson derrotou MJF após Busaiku Knee                         | 25:28   |
| 0–2       | Bryan Danielson   | Desclassificaçao | MJF foi desclassificado após atacar Danielson com um golpe baixo | 26:35   |
| 1–2       | MJF               | Pinfall          | MJF imobilizou Danielson com um roll-up                          | 26:43   |
| 2–2       | MJF               | Pinfall          | MJF imediatamente imobilizou Danielson                           | 26:46   |
| 3–2       | MJF               | Pinfall          | MJF derrotou Danielson após um Heat Seeker                       | 40:30   |
| 3–3       | Bryan Danielson   | Submissão        | Danielson submeteu MJF em um Regal Stretch                       | 49:20   |
| 4–3       | MJF               | Submissão        | MJF submeteu Danielson em um LeBell Lock                         | 1:05:20 |

## Ligações extermas
- All Elite Wrestling Site Oficial